# Brazil hamiskobra
A brazil hamiskobra (Hydrodynastes gigas) a hüllők (Reptilia) osztályába, a pikkelyes hüllők (Squamata) rendjébe és a siklófélék (Colubridae) családjába tartozó faj.

## Elterjedése
Argentína északi, Bolívia keleti, Brazília déli részén, valamint Paraguayban honos. Vízzel jól ellátott, nyílt bozótligetek, kaktuszerdők lakója.

## Megjelenése
Nagy, nehéz testű, félig-meddig vízi életmódú, hátsóméregfogas sikló. A színe igen változatos: szürke, fakóbarna, olajzöld és aranybarna alapon szabálytalan alakú fekete harántsávokkal és foltokkal tarkított. John M. Mehrtens (1987) kijelenti, hogy a hímek hasa sárga, sötétbarna vagy feketével csíkozott és/vagy foltozott, a nőstényeké viszont barna. Coburn (1991) adatai szerint a nőstényeknek világosabb jeleik vannak a hasukon és hátukon. Ezek viszont nem bizonyított ivari meghatározások. A fején, a szemei mögött széles csík húzódik, tarkóján V alakú fekete rajzolat látható.

## Életmódja
Jellemzően nappali állat, életmódja a kribóhoz (Drymarchon) hasonlít. Sokféle zsákmányra is vadászik, melyeket szorításával és hátsó méregfogainak együttes segítségével öl meg. Vizes területeken halakra és békákra vadászik, míg a szárazabb vidékeken kisemlősöket és madarakat zsákmányol. Éjszakai búvóhelyül a talajban lévő üregeket vagy a sűrű növényzetet választja. Védekezéskor bemutatott magatartása, a törzs elülső részének megemelkedése és a nyak ellaposodása csak kevéssé emlékeztet kobrára.

## Tartása
Ezek a kígyók egy nagy, tágas terráriumot (140×60×50 cm) és vízkádat igényelnek, mivel áznak és fürödnek. A fogsághoz elég könnyedén alkalmazkodik. Aljzatként használjunk tőzeget, valamint rakjunk be búvóhelyet is. Hajlamos az elhízásra, ezért korlátozzuk az elfogyasztott táplálék mennyiségét. A hőmérséklet 25–28 °C legyen. A többi nagy termetű hátsóméregfogas siklóhoz hasonlóan vele is óvatosan bánjunk. Fogságban jól etethető előre leölt rágcsálókkal ill. csibékkel. A téli hónapok alatt éjjeli hőmérsékletük alacsonyabb.

### Szaporítása
Ez a faj fogságban is igen szapora, általában legalább két fészekaljnyi tojást rak évente. A fészekalj természetesen a nőstény méretétől és életkorától függ, egy fészekalj 30–42 tojásból áll. A tojások körülbelül 60 nap alatt kikelnek 28 °C körüli költéshőmérsékleténél, nagyon magas páratartalom mellett. Az újszülöttek nagyok, a mérések 30–40 cm-ről számolnak be. A fiatal kígyók a felnőttekre hasonlítanak, ám élénkebb mintájúak és gazdagabb színeik vannak. Előfordul olykor, hogy az újszülöttek nem kezdik meg a táplálkozást, ilyenkor aranyhalakkal vagy illatmanipuláló hallal etethetjük meg, majd fokozatos rászoktatással ők is elfogadják a későbbiekben a szopós rágcsálókat. Gyorsan növekednek, s igen hamar elérik kifejlett méretüket, ami 2–2,2 méteresre tehető, de ezt meg is haladhatják.

### Mérge
A mérge véralvadásgátló hatású, tehát a haemotoxinok aránya van túlsúlyban. Etetéskor különösen óvatosan kell bánni velük, mivel ilyenkor agresszívabbak az átlagosnál. Az idősödő John Foden szerencsétlen volt, hogy egy felnőttől kapott egy harapást a karjára. Állítása szerint a harapás után nem  túlságosan foglalkozott az esettel, amíg a kar drámaian meg nem dagadt. Néhány órán belül lázas lett és erősen émelyegni kezdett, nagyon rosszul érezte magát. A következő napok alatt a szövetkárosodás történt a harapás területe körül. A betegség néhány nap lefolyása alatt végbement. Egy kis idővel később még mindig panaszkodott kényelmetlenségre, és egy elcsúfított karra. Szükségtelen mondani hogy egyetlen fogantyú védőkesztyűkkel és/vagy egy horoggal ez elkerülhető lett volna. A temperamentum változhat, a skála a finom és békéstől az erőszakos és félelmetesig terjed. Általában ezek az állatok békés természetűek, de mindig akadnak kivételek, ezért nem árt velük óvatosnak lenni. Ritkán marnak, valamint mérgük nem túl erős és mivel méregfogaik is igen hátul helyezkednek el, a méreg bejutásának a szervezetbe nagyon kicsi a valószínűsége.